# 增田又右衞門
增田 又右衞門（ますだ またえもん、1877年〈明治10年〉2月8日 - ）は、日本の教育者。位階は従六位。勲等は勲六等。姓の「增」は「増」の旧字体であり、名の「衞」は「衛」の旧字体であるため、增田 又右衛門、増田 又右衞門、増田 又右衛門、とも表記される。
北浜高等女学校校長、静岡県小笠郡視学などを歴任した。

## 概要
静岡県出身の教育者である。北浜高等女学校の校長に就任し、小笠郡女子青年団の団長を務めるなど、静岡県の女子教育の発展に尽力した。

## 来歴

### 生い立ち
1877年（明治10年）2月8日、增田甚藏の長男として生まれた。松芳学舎の門を叩き、国学や漢学を学んだ。さらに静岡県師範学校に進学し、これを卒業している。また、皇典講究所においても学んでいる。

### 教育者として
小学校の訓導として採用され、のちには校長に昇任し、14年間にわたって勤務した。さらに北浜高等女学校にて校長に就任し、8年に亘って在任した。以降は小笠郡において視学に就任し、11年に亘って務めていた。これまでの功労により、従六位に叙され、勲六等を受勲している。
小笠郡女子青年団においては団長を務めるなど、引き続き静岡県の女子教育の振興に尽力した。また、静岡県においては史蹟名勝天然記念物調査委員に任じられていた。同様に、浜松市においては史蹟調査事務嘱託に任じられていた。

## 人物
教育家としてだけでなく、郷土史家としても知られていた。また、北浜高等女学校の校歌の作詞も手掛けていた。

## 家族・親族
又右衞門は静岡県小笠郡土方村に在住していたが、戦国時代末期の增田家は遠江国佐野郡増田村に住んでいた。その頃の增田家は山内一豊の客臣だったとされる。しかし、山内一豊が遠江国から土佐国に移封されることになり、その際に增田家は元亀・天正より縁のある旧高天神城付近に移って、郷士となったという。それ以降、增田家は同地を拠点とし、江戸時代には名主も輩出している。

## 略歴
- 1877年 - 誕生[1][2]。

## 著作

### 編纂
- 増田又右衛門・増田実編『高天神城戦史』更生舎、1935年。全国書誌番号:47008683
- 増田又右衛門・増田実共編『高天神城戦史』高天神城戦史研究会、1969年。全国書誌番号:73009439

### 註釈
1. ↑  静岡県師範学校は改組され、1914年に静岡県静岡師範学校が設置された。
2. ↑  皇典講究所は1946年に解散した。
3. ↑  北浜高等女学校は、笠井高等女学校と統合され[3]、1947年に静岡県立浜名高等女学校が設置された[3]。
4. ↑  浜松県佐野郡増田村は、道脇村、馬喰村と合併し、1875年に葛川村が設置された。